# Czesław Wiejak
Czesław Wiejak (ur. 29 czerwca 1934 we wsi Osiny) – polski funkcjonariusz służb specjalnych, generał brygady.
W organach bezpieczeństwa PRL od 1 sierpnia 1953. Uczył się na kursach dokształcających funkcjonariuszy bezpieczeństwa publicznego w Stalinogrodzie (obecnie Katowice), od 10 kwietnia 1954 w rocznej szkole oficerskiej Centrum Wyszkolenia MBP-KBP w Legionowie. Służbę rozpoczął w Wojewódzkim UBP-KBP w Lublinie: referent, od 1956 oficer operacyjny, od lipca 1961 starszy oficer operacyjny, od października 1961 p.o. szefa grupy, od 1 maja 1962 szef grupy Oddziału III (zwalczanie działalności antypaństwowej), od 1 lipca 1962 dowódca Grupy Oddziału IV (do spraw środowisk kościelnych), od 16 czerwca 1965 inspektor inspekcji Służby Bezpieczeństwa, od 1 października 1966 zastępca naczelnika, od 1 sierpnia 1967 naczelnik Oddziału IV. W styczniu–marcu 1970 odbył studia na kursach dokształcających kadr kierowniczych Służby Bezpieczeństwa. 
Następnie zajmował stanowiska:
- Naczelnik Wydziału I Departamentu IV Ministerstwa Spraw Wewnętrznych PRL (1 lutego 1972 – 24 stycznia 1976)
- Zastępca Dyrektora Departamentu IV Ministerstwa Spraw Wewnętrznych PRL (25 stycznia 1976 – 30 listopada 1981)
- Zastępca Szefa Służby Bezpieczeństwa Ministerstwa Spraw Wewnętrznych PRL (1 grudnia 1981 – 4 maja 1990)
- p.o. Dyrektora Departamentu IV Ministerstwa Spraw Wewnętrznych PRL (1–15 listopada 1984).

Przeszedł na emeryturę 31 lipca 1990. Ostatni stopień: generał brygady.